# 22 mars
22 mars är den 81:a dagen på året i den gregorianska kalendern (82:a under skottår). Det återstår 284 dagar av året. I Sverige är det den vanligaste födelsedagen.

## Återkommande bemärkelsedagar

### Helgdagar
- Detta är det tidigaste möjliga datumet i den gregorianska kalendern som påskdagen kan infalla på (det senaste är 25 april). Senast påskdagen inföll detta datum var 1752 och nästa gång blir 2285.[2]

### FN-dagar
- Internationella vattendagen

## Dagens namn

### I den svenska almanackan
- Nuvarande – Kennet och Kent
- Föregående i bokstavsordning
  - Kennet – Namnet infördes 1986 på 13 januari, men flyttades 1993 till 29 april och 2001 till dagens datum.
  - Kent – Namnet har följt Kennet, genom att det också infördes 1986 på 13 januari, 1993 flyttades till 29 april och 2001 till dagens datum.
  - Viking – Namnet infördes 1986 på 12 mars, men flyttades 1993 till dagens datum och utgick 2001.
  - Viktor – Namnet infördes på dagens datum 1692, efter att tidigare ha förekommit på både 6 mars, 19 april och 27 oktober. Det fanns på dagens datum fram till 1993, då det flyttades till 12 mars. 2001 flyttades det till 22 januari och har funnits där sedan dess.
  - Vilgot – Namnet infördes 1986 på 30 juli, men flyttades 1993 till dagens datum och utgick 2001.
  - Vimar – Namnet infördes på dagens datum 1986, men utgick ur almanackan 1993.
  - Våge – Namnet infördes på dagens datum 1986, men utgick ur almanackan 1993.
- Föregående i kronologisk ordning
  - Före 1692 – ?
  - 1692–1900 – Viktor
  - 1901–1985 – Viktor
  - 1986–1992 – Viktor, Vimar och Våge
  - 1993–2000 – Viking och Vilgot
  - Från 2001 – Kennet och Kent
- Källor
  - Brylla, Eva (red.): Namnlängdsboken, Norstedts ordbok, Stockholm, 2000. ISBN 91-7227-204-X
  - af Klintberg, Bengt: Namnen i almanackan, Norstedts ordbok, Stockholm, 2001. ISBN 91-7227-292-9

### Finlandssvenska almanackan
- Nuvarande från 1973[3] – Viktor, Viktoria
- I föregående revideringar[a][4]
  - 1929–1949 – Viktor, Viktoria
  - 1950–1972 – Viktor

## Händelser
- 238 – Gordianus I blir av en grupp romerska aristokrater tvingad att utropa sig till kejsare, i hopp om att han ska störta usurpatorn Maximinus Thrax. När Gordianus skickar bud om detta till senaten blir deras svar att utnämna både honom och hans son Gordianus II till kejsare. Sedan sonen tre veckor senare har stupat i strid mot Maximinus Thrax begår Gordianus I dock självmord för att undkomma Maximinus hämnd.
- 1604 – Den svenske riksföreståndaren hertig Karl, som har varit Sveriges regent sedan kung Sigismunds avsättning 1599, erkänns som kung av Sverige med namnet Karl IX under en riksdag i Norrköping. Hans son Gustav (II) Adolf blir tronföljare och vid Karls död 1611 övertar denne tronen, trots att han då är knappt 17 år.
- 1837 – Marknadsplatsen Jyväskylä i Mellersta Finland får stadsprivilegium. Orten har fått marknadsrättigheter 1801 och börjar efter erhållandet av stadsprivilegierna växa ordentligt, såpass att Finlands första finskspråkiga läroverk anläggs i staden 1858.
- 1862 – Italien erkänner San Marinos självständighet, men som ett italienskt protektorat.[5] Därmed förblir San Marino självständigt, medan övriga småstater på Apenninska halvön ingår i det nybildade italienska kungariket.
- 1895 – De franska bröderna Auguste och Louis Lumière anordnar världens första visning av rörliga bilder. Denna visning sker inför en mindre, privat åskådarskara och den första allmänna filmvisningen inför betalande publik sker 28 december samma år.
- 1925 – Japans första radiosändning äger rum från helgedomen Atago i Tokyo och under denna första utsändning spelas bland annat musik av Beethoven, klassisk japansk musik och en pjäs av Ōyō. Denna sändning följs av flera senare under året och året därpå permanentas de, då Japans statliga public service-radiobolag Nippon Hōsō Kyōkai (NHK) grundas.
- 1933 – Drygt en och en halv månad efter att Adolf Hitler har tagit makten i Tyskland låter SS-chefen Heinrich Himmler upprätta det första koncentrationslägret i Tyskland, vilket får namnet Dachau, eftersom det ligger utanför denna stad två mil norr om München i Bayern. Detta läger används framförallt för personer som är politiskt oppositionella, kriminella, ”arbetsskygga” och romer och fram till andra världskrigets slut 1945 interneras här totalt 200 000 människor, av vilka strax över 30 000 dör av svält, sjukdomar och misshandel, medan några tusen blir ihjälskjutna. Nazisterna utför diverse experiment på lägrets fångar och även om också detta läger sedermera får gaskamrar talar flera faktorer för, att de inte var avsedda (eller inte hann börja användas) för att gasa ihjäl människor.
- 1945 – Egypten, Irak, Transjordanien, Libanon, Saudiarabien och Syrien går samman om att bilda Arabförbundet, med säte i Kairo. Förbundet blir en motsvarighet till Europarådet och ett lokalt Förenta Nationerna, som ska verka för fred och ekonomiskt samarbete mellan medlemsländerna. Under den följande 30-årsperioden tillkommer i snitt en ny medlemsstat vartannat år (mellan 1979 och 1989 står Egypten utanför förbundet).
- 1963 – Den brittiska popgruppen The Beatles ger ut sitt debutalbum Please Please Me with Love Me Do and 12 other songs på skivbolaget Parlophone. Åtta av de fjorton låtarna är skrivna av John Lennon och Paul McCartney och skivan stannar på topplistan i 30 veckor – bara för att puttas ut av Beatles nästa album With the Beatles.
- 1996
  - Ingvar Carlsson avgår som Sveriges statsminister. Han efterträds av Göran Persson, sedan riksdagen dagen före har godkänt honom som Carlssons efterträdare på statsministerposten. Persson kommer att inneha posten i dyrgt tio år.
  - Sedan den svenska 50-kronorssedeln med kung Gustav III som motiv har varit borttagen sedan 1990 börjar Sveriges riksbank denna dag utge en ny 50-kronorssedel, denna gång med 1800-talsoperasångaren Jenny Lind som motiv. Efter 100-lappen med Carl von Linné från 1986 och ”tjugan” med Selma Lagerlöf från 1991 är detta den tredje svenska sedeln, som inte har en kunglighet som motiv.
- 2016 – Terrordåden i Bryssel 2016 inträffar, när sprängladdningar exploderar på flygplatsen Zaventem och på ett tunnelbanetåg. 32 människor mördas.
- 2017 – Attentatet i London i mars 2017 inträffar, när en ensam gärningsman mördar fem personer nära Westminsterpalatset.
- 2019 – Utredningen i USA om rysk inblandning i valen 2016 lämnas in till justitieministern William Barr och avslutas efter två år utan att några bevis för teorin om band mellan Ryssland och Donald Trumps presidentkampanj hittas.[6][7]

## Födda
- 1599 – Anthonis van Dyck, flamländsk-engelsk målare
- 1607 – Fredrik Stenbock, svensk greve, riksråd, hovrättspresident och militär
- 1663 – August Hermann Francke, tysk teolog, pietist och pedagog
- 1741 – Moses Robinson, amerikansk politiker, guvernör i Vermont 1788–1790, senator för samma delstat 1791–1796
- 1759 – Hedvig Elisabet Charlotta av Holstein-Gottorp, tysk prinsessa, Sveriges drottning 1809–1818 och Norges drottning 1814–1818 (gift med Karl XIII)
- 1777 – Gustaf Lagerbjelke, svensk hovkansler och statsråd, ledamot av Svenska Akademien 1809–1837
- 1795 – Magnus Kristian Retzius, svensk läkare och professor
- 1797 – Vilhelm I, kung av Preussen från 1861 och Tysklands kejsare 1871–1888
- 1799 – Friedrich Wilhelm August Argelander, preussisk astronom
- 1827 – William Lafayette Strong, amerikansk politiker, borgmästare i New York 1895–1897
- 1837 – Virginia di Castiglione, italiensk grevinna, känd för sitt förhållande med kejsar Napoleon III av Frankrike
- 1857 – Paul Doumer, fransk politiker, Frankrikes president 1931–1932
- 1868
  - Robert A. Millikan, amerikansk fysiker, mottagare av Nobelpriset i fysik 1923
  - Vilhelmas Storosta, litauisk filosof, författare, musiker, pedagog och musiklärare med pseudonymen Vydūnas
- 1882 – O. Max Gardner, amerikansk politiker, guvernör i North Carolina 1929–1933
- 1885 – Ingjald Haaland, norsk skådespelare
- 1886 – John Eke, svensk löpare, OS-guld 1912
- 1887 – Chico Marx, amerikansk komiker och skådespelare, en av bröderna Marx
- 1890 – Johannes Bachmann, tysk sjömilitär, amiral 1942
- 1908 – Maurice Stans, amerikansk republikansk politiker och tjänsteman, USA:s handelsminister 1969–1972
- 1912
  - Wilfrid Brambell, irländsk skådespelare
  - Karl Malden, amerikansk skådespelare
  - Agnes Martin, amerikansk konstnär inom minimalismen
  - Per-Erik Rundquist, svensk författare och manusförfattare
- 1919 – Eivor Landström, svensk skådespelare och teaterkonsulent
- 1921 – John J. Gilligan, amerikansk demokratisk politiker, guvernör i Ohio 1971–1975
- 1924 – Al Neuharth, amerikansk publicist
- 1929
  - P. Ramlee, malaysisk skådespelare och sångare
  - Yayoi Kusama, japansk målare och skulptör
- 1930
  - Stephen Sondheim, amerikansk kompositör och textförfattare
  - Pat Robertson, amerikansk konservativ TV-predikant
- 1931
  - Burton Richter, amerikansk fysiker, mottagare av Nobelpriset i fysik 1976
  - William Shatner, kanadensisk skådespelare, författare, producent, filmregissör och musiker
- 1934
  - Orrin Hatch, amerikansk republikansk politiker, senator för Utah 1977–2019
  - Larry Martyn, brittisk skådespelare
- 1936
  - Edith Grossman, amerikansk översättare
  - Roger Whittaker, kenyanskfödd brittisk sångare och kompositör
- 1937
  - Birgitta Öhman, svensk regissör och manusförfattare
  - Armin Hary, tysk friidrottare, olympisk guldmedaljör på 100 meter och 4x100 meter 1960
- 1940
  - Gunnar Bergvall, svensk civilingenjör, civilekonom och företagsledare, grundare av TV4
  - Göran Grimvall, svensk professor, fysiker och författare
- 1941 – Bruno Ganz, schweizisk skådespelare
- 1943 – Keith Relf, engelsk rockmusiker och grundare av bandet The Yardbirds
- 1944 – Göran Setterberg, svensk producent, produktionsledare, kortfilmsregissör och manusförfattare
- 1945
  - Sheila Frahm, amerikansk republikansk politiker, senator för Kansas 1996
  - Paul Schockemöhle, tysk tävlingsryttare
- 1946
  - Rudy Rucker, amerikansk datavetare och science fiction-författare
  - Carl Jan Granqvist, svensk krögare, vinkännare och tv-personlighet
- 1948
  - Andrew Lloyd Webber, brittisk musikalkompositör, teater- och filmproducent samt författare
  - Wolf Blitzer, amerikansk journalist
- 1951 – Zalmay Khalilzad, afghansk-amerikansk diplomat, USA:s ambassadör i Afghanistan 2003–2005, i Irak 2005–2007 och FN-ambassadör 2007–2009
- 1952 – Des Browne, brittisk politiker, parlamentsledamot för Labour 1997–2010, Storbritanniens försvarsminister 2006–2008
- 1955
  - Lena Olin, svensk skådespelare
  - Pete Sessions, amerikansk republikansk politiker
  - Valdis Zatlers, lettisk politiker, Lettlands president 2007–2011
- 1959 – Matthew Modine, amerikansk skådespelare
- 1963 – Stefan Pettersson, svensk fotbollsspelare
- 1966 – Jan Lundgren, svensk jazzpianist, kompositör och lektor
- 1968 – Øystein Aarseth, norsk musiker med artistnamnet Euronymous, gitarrist i gruppen Mayhem
- 1969 – Josefin Nilsson, svensk sångare och skådespelare
- 1970 – Andreas Johnson, svensk popsångare och låtskrivare
- 1971 – Steven Hewitt, amerikansk musiker, trumslagare i gruppen Placebo
- 1972 – Åsa Romson, svensk politiker, språkrör för Miljöpartiet 2011–2016, Sveriges miljöminister 2014–2016
- 1976
  - Sylvester Schlegel, svensk musiker, trumslagare i gruppen The Ark
  - Reese Witherspoon, amerikansk skådespelare
- 1978 – Björn Lind, svensk skidåkare, OS-guld i sprint och sprintstafett 2006
- 1979 – Staņislavs Olijars, lettisk friidrottare
- 1983 – Yosef Karami, iransk taekwondoutövare
- 1985 – Susanna Koski, finländsk samlingspartistisk politiker
- 1989 – Jimmy Durmaz, svensk fotbollsspelare
- 1993 – Jakob Norrgård, finlandssvensk komiker och artist
- 1994 – Taurean Prince, amerikansk basketspelare

## Avlidna
- 1544 – Johannes Magnus, 56, svensk kyrkoman, ärkebiskop i Uppsala stift 1523–1526 (den siste katoliken på posten) och därefter katolsk titulärärkebiskop av Uppsala i Rom till sin död
- 1602 – Agostino Carracci, 44, italiensk målare
- 1687 – Jean-Baptiste Lully, 54, italiensk-fransk tonsättare
- 1792 – Johan Ture Bielke, 49, svensk friherre, delaktig i mordet på Gustav III
- 1832 – Johann Wolfgang von Goethe, 82, tysk diktare, författare, poet och naturforskare
- 1844 – William Carroll, 56, amerikansk politiker, guvernör i Tennessee 1821–1827 och 1829–1835
- 1851
  - Isaac Hill, 61, amerikansk demokratisk politiker och publicist, senator för New Hampshire 1831–1836, guvernör i samma delstat 1836–1839
  - Göran Wahlenberg, 70, svensk naturforskare och botaniker
- 1852
  - Marie av Hessen-Kassel, 84, drottning av Danmark 1808–1839 och av Norge 1808–1814 (gift med Fredrik VI)
  - Auguste de Marmont, 77, fransk militär, marskalk av Frankrike
  - Jeremiah Morrow, 80, amerikansk politiker, senator för Ohio 1813–1819, guvernör i samma delstat 1822–1826
- 1889 – Stanley Matthews, 64, amerikansk republikansk politiker och jurist, senator för Ohio 1877–1879
- 1899 – Otto Myrberg, 74, svensk teolog och universitetslärare
- 1904 – Julius Günther, 86, svensk operasångare, sångpedagog och kördirigent
- 1905 – Antonin Proust, 73, fransk politiker
- 1912 – John Willock Noble, 80, amerikansk politiker och jurist, USA:s inrikesminister 1889–1893
- 1921 – Albert Niemann, 41, tysk barnläkare
- 1933 – Uuno Kailas, 32, finländsk författare
- 1946 – Clemens August von Galen, 68, tysk saligförklarad romersk-katolsk biskop och kardinal
- 1958 – Michael Todd, 48, amerikansk filmproducent
- 1974 – Peter Revson, 35, amerikansk racerförare
- 1977 – A.K. Gopalan, 72, indisk politiker
- 1978 – Gustav Svensson, 28, svensk missbrukare som blev känd som Stoffe genom dokumentären Dom kallar oss mods
- 1982
  - Pericle Felici, 70, italiensk kardinal
  - Ingemar Holde, 66, svensk skådespelare
- 1994 – Walter Lantz, 94, amerikansk animatör, filmregissör och filmproducent
- 2001 – William Hanna, 90, amerikansk producent, regissör och animatör, en av grundarna av animationsbolaget Hanna-Barbera Productions
- 2004
  - Ahmad Yassin, 67, palestinsk mujaheddin, lärare och imam, grundare av den paramilitära organisationen och partiet Hamas (mördad)
  - Per-Olov Ahrén, 78, svensk präst, biskop i Lunds stift 1980–1992
- 2005 – Clemente Domínguez y Gómez, 58, spansk kyrkoman och motpåve
- 2006 – Stig Wennerström, 99, svensk flygvapenöverste och spion
- 2009 – Jade Goody, 27, brittisk dokusåpadeltagare
- 2012
  - Mohammed Merah, 23, fransk massmördare (dödad)
  - Vimal Mundada, omkring 49, indisk politiker
  - Staffan Westerlund, 70, svensk deckarförfattare och jurist
- 2013 – Bebo Valdés, 94, kubansk-svensk pianist, kompositör och orkesterledare
- 2014 – Yngve Larsson, 97, svensk medicinprofessor och diabetolog
- 2017 – Sven-Erik Magnusson, 74, svensk musiker, sångare i Sven-Ingvars